# Kościerzyn
Kościerzyn – wieś w Polsce położona w województwie łódzkim, w powiecie sieradzkim, w gminie Wróblew. Znajduje się w odległości ok. 11 km od Sieradza w kierunku płn.-zach.
W latach 1975–1998 miejscowość położona była w województwie sieradzkim.

## Historia

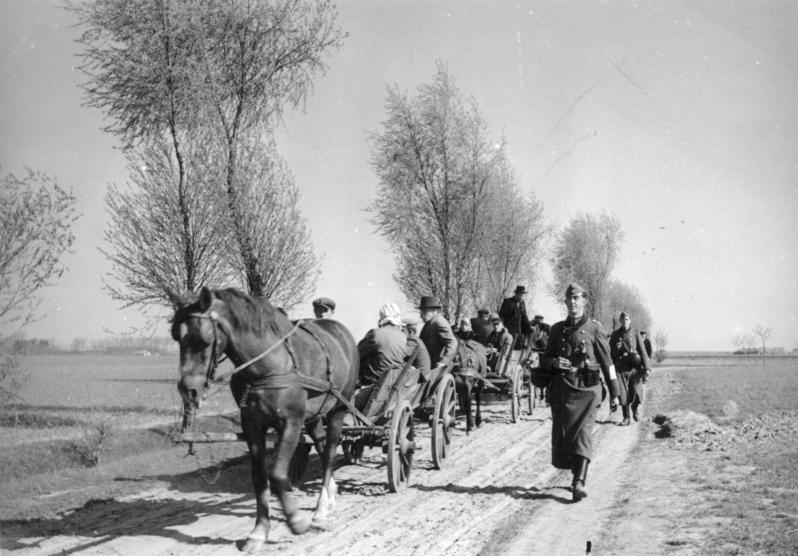
Polacy wysiedlani z Kościerzyna

Pierwsza wzmianka o wsi jest stosunkowo późna, bo pochodzi z 1411 Jednakże z badań archeologicznych wynika, że pierwotny dwór w pobliżu dzisiejszej siedziby powstał ok. 1300. Była to siedziba obronna i spalona została zapewne przez Krzyżaków w 1331 Następny dwór poowstał ok. 1400 i przetrwał do ok. XVI w. Dawna siedziba rodu Poraitów, którzy przybrali nazwisko Kościerskich.
Od XVI w. wieś należała do Poraitów Pstrokońskich i Kobierzyckich, aż w końcu majątek trafił w ręce Rozdrażewskich, od których ok. 1890 zakupił go Wincenty Prądzyński h. Grzymała, uczestnik powstania styczniowego, radca Towarzystwa Kredytowego Ziemskiego i sędzia pokoju na okręg sieradzki.
W czasie II wojny światowej Kościerzyn został włączony w granice Kraju Warty. Z miejscowości tej Niemcy dokonywali masowych wysiedleń ludności polskiej i osiedlali niemieckich przesiedleńców ze wschodniej Europy i krajów bałtyckich.

## Urodzeni w Kościerzyniu
- Józef Kawecki – polski agronom, polityk i działacz społeczny, poseł na Sejm w II RP[4].

## Zabytki

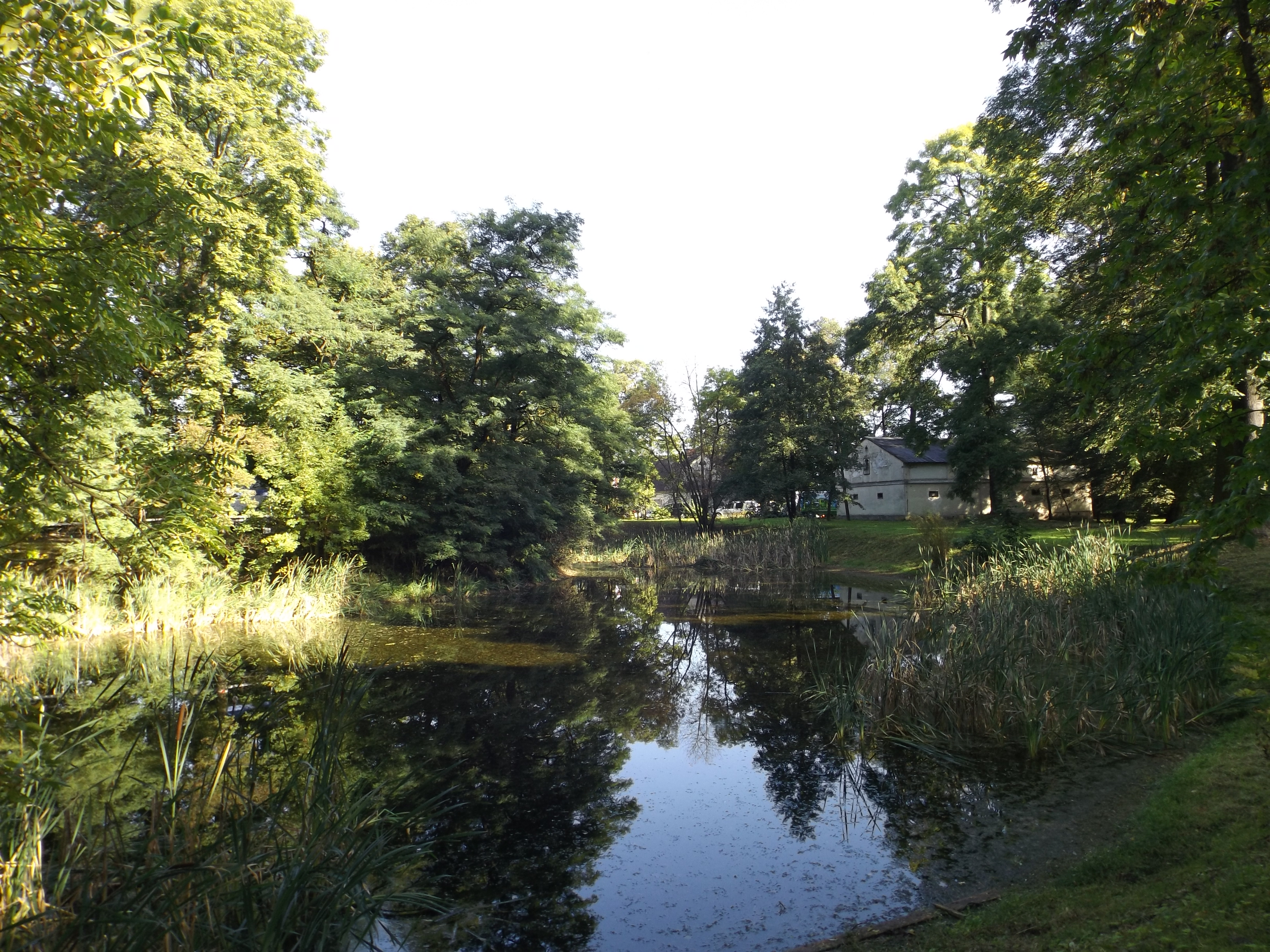
Kościerzyn, park, 1915–1920

Obecny dwór został wzniesiony w latach 1914–1915/1916 dla syna Wincentego Prądzyńskiego – Stanisława. Jest to budowla murowana, parterowa, kryta wysokim łamanym dachem. Dwór mimo późnej metryki w pełni nawiązuje do tradycyjnego tzw. stylu dworkowego. Otacza go park o pow. 5 ha, w którym jest staw z wyspą oraz pomnikowe okazy drzew: jesion, klon, wiąz i modrzew. Zespół dworsko-parkowy pozostaje w użytkowaniu Ośrodka Doradztwa Rolniczego.